# Marsannay-la-Côte
Marsannay-la-Côte és un municipi francès, situat al departament de la Costa d'Or i a la regió de Borgonya - Franc Comtat. L'any 2021 tenia 5.309 habitants.

## Geografia
Marsannay-la-Côte és situat a les portes de Dijon (6 quilòmetres al sud) i a l'extrem nord de la Route des Grands Crus de Borgonya - Franc Comtat.
El municipi té 186 ha de vinyes, 202 ha de zona agrícola i 523 ha de bosc comunal.

## Història
De primer conegut com a Marceniacum in Monte, després com a Marcenay-en-Montagne i per fi Marsannay-la-Côte a partir de l'any 1783, el municipi sembla deure el seu nom a un gal·loromà, Marcenus.
Els Romans van introduir la cultura de la vinya que va esdevenir l'ànima del poble.

## Vinya

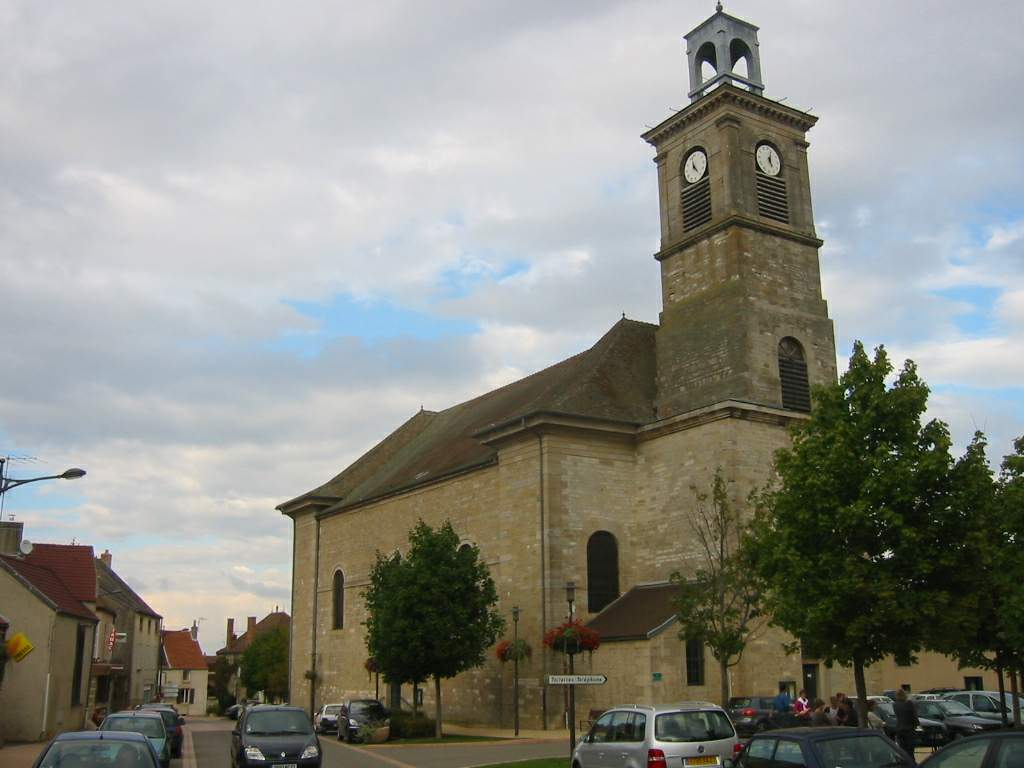
Església de Marsannay-la-Côte

Marsannay-la-Côte és un poble vitícola famós de Borgonya que produeix les tres variatats de vi de Borgonya:
- Vi negre i vi rosat a base de la varietat vinífera pinot negre.[3]
- Vi blanc a base de la varietat vinífera chardonnay.